# آچلیا توپال‌اوغلو
آچلیا توپال‌اوغلو (انگلیسی: Açelya Topaloğlu؛ زادهٔ ۱۹ نوامبر ۱۹۸۶) بازیگر اهل ترکیه است. وی از سال ۲۰۰۸ میلادی تاکنون مشغول فعالیت بوده‌است.